# 과천시·시흥군
과천시·시흥군은 대한민국의 옛 국회의원 선거구이다. 당시 경기도 과천시와 시흥군 지역을 관할했다.

## 역사
1986년 1월, 시흥군 과천면이 과천시로 승격되었다. 이에 제13대 국회의원 선거를 앞두고 안양시·광명시·시흥군·옹진군 선거구에서 분리되면서 신설되었다.
1989년 1월, 시흥군 의왕읍이 의왕시로 승격했다. 또한 시흥군 군포읍이 군포시로 승격되었으며 나머지 시흥군 소래읍·군자면·수암면은 시흥시로 승격되었다. 이에 제14대 국회의원 선거를 앞두고 과천시·의왕시 선거구와 시흥시·군포시 선거구로 분리되면서 폐지되었다.

## 역대 국회의원
| 선거   | 정당 | 정당       | 의원   |
| ------ | ---- | ---------- | ------ |
| 1988년 |      | 민주정의당 | 황철수 |

## 역대 선거 결과

### 대한민국 제13대 국회의원 선거
|  | 38.46% |

|  | 33.84% |

|  | 23.59% |

|  | 4.08% |